# چپ (مجارستان)
چِپ (به مجاری:  Csép) یک شهرداری در مجارستان است که در ناحیه کیشبر واقع شده‌است. چپ ۲۰٫۰۶ کیلومتر مربع مساحت و ۳۶۵ نفر جمعیت دارد.